# ديغوس
ديغوس (بالإنجليزية: City of Digos) هي مدينة في الفلبين، تتبع دافاو ديل سور، هي عاصمة دافاو ديل سور، بلغ عدد سكانها 149٬891  نسمة، في 2010، تبلغ مساحتها 287٫10 كيلومتر مربع، رمزها البريدي هو 8002.

## الموقع
تشترك في الحدود مع:
- Bansalan [الإنجليزية]‏
- Hagonoy, Davao del Sur [الإنجليزية]‏.